# Johan Sotil
Pour les articles homonymes, voir Sotil.
Johan Joussep Sotil Eche, né le 29 août 1982 à Lima au Pérou, est un footballeur international péruvien. Il évoluait au poste d'attaquant.
Surnommé Cholito, il est le fils de Hugo El Cholo Sotil, l'un des meilleurs footballeurs péruviens de l'histoire.

## Biographie

### Carrière en club
Prénommé Johan en hommage à Johan Cruyff – qui joua avec son père au FC Barcelone dans les années 1970 – Johan Sotil est formé à l'Universitario de Deportes. Il y est sacré champion du Pérou en 2000 dès sa première année au sein du club.
Sa carrière professionnelle s'échelonne sur 20 années qui l'ont vu jouer dans bon nombre d'équipes péruviennes de D1 et D2 : Alianza Atlético, Coronel Bolognesi, Alianza Lima, José Gálvez FBC, Sport Huancayo, Universidad César Vallejo, UTC, León de Huánuco, Comerciantes Unidos, Cultural Santa Rosa, Sport Loreto, Santos FC et Unión Huaral, dernier club où il met fin à sa carrière en 2020.
Il compte une expérience à l'étranger, en Belgique, lorsqu'il joue pour le KVC Westerlo entre 2008 et 2009.
Sotil a joué à 11 reprises en Copa Libertadores avec l'Universitario de Deportes (cinq matchs en 2003 pour un but marqué), l'Alianza Lima (quatre matchs en 2007) et l'Universidad César Vallejo (deux matchs en 2013). Il dispute aussi huit matchs de Copa Sudamericana sans marquer de but.

### Carrière en équipe nationale
Johan Sotil ne reçoit que deux sélections en équipe du Pérou, à l'occasion de deux matchs amicaux joués les 23 février 2003 et 8 février 2011 contre Haïti et le Panama, respectivement. 

## Palmarès
Universitario de Deportes
- Championnat du Pérou (1) :
  - Champion : 2000.
  - Vice-champion : 2002.